# جوليان بولين
جوليان بولين هو مخرج وممثل كندي، ولد في 20 أبريل 1946 بمونتريال في كندا.

## أعمال

### أفلام
- (1980) سبيك وايت
- (2004) صائد الأحياء

## وصلات خارجية
- جوليان بولين على موقع IMDb (الإنجليزية)
- جوليان بولين على موقع ميوزك برينز (الإنجليزية)
- جوليان بولين على موقع أول موفي (الإنجليزية)
- جوليان بولين على موقع قاعدة بيانات الأفلام السويدية (السويدية)
- جوليان بولين على موقع ديسكوغز (الإنجليزية)
- جوليان بولين على موقع قاعدة بيانات الفيلم (الإنجليزية)
- جوليان بولين على موقع كينوبويسك (الروسية)